# Termitno zavarivanje
Termitno zavarivanje spada u grupu zavarivanja taljenjem, a za taljenje metala koristi kemijsku energiju koja se dobiva kemijskom reakcijom smjese kemijskih oksida i drugog čistog metala (termit). Čisti se metal razlikuje od metala u metalnim oksidima. Paljenjem termitne smjese (oko 30 sekundi) poteče brza kemijska reakcija spajanja čistog metala s kisikom iz metalnih oksida drugog metala (redukcija), uz oslobađanje egzotermne topline, koja rastali sve sastojke termitne smjese u talinu čistog metala (iz metalnih oksida) i troske. Početak primjene je krajem 19. stoljeća, kada je njemački izumitelj Hans Goldschmidt otkrio da kemijska reakcija između oksida željeza i aluminija može biti pokrenuta pomoću jednoga vanjskog izvora topline. U svim egzotermnim reakcijama aluminij se koristi kao reducirajuće sredstvo. U principu se umjesto aluminija može koristiti magnezij, ali ovaj ima visoku temperaturu taljenja oksida, pa pri taljenju troska ne bi bila dovoljno tekuća (fluidna).

## Aluminotermijsko zavarivanje
Aluminotermijsko zavarivanje je zavarivanje taljenjem kemijskom energijom koja se oslobađa kao toplina pri egzotermnoj reakciji između čistog aluminija i željeznog oksida. Izvodi se predgrijavanjem ili bez predgrijavanja zavarivanih dijelova. Reakcijska smjesa (aluminijski termit) sadrži jedan dio aluminijskog praška i tri dijela željeznog oksida, kao egzotermnog dijela smjese, te dodataka: komadića željeza, feroslitina, legirnih elemenata, te silicija, mangana i ugljika (za dodatnu masu metala, za dezoksidaciju i drugo). Pri egzotermnoj reakciji (redukciji) aluminijskog termita, aluminij reducira željezne okside (FeO, Fe2O3 i Fe3O4), a sam se oksidira u aluminijev oksid, uz oslobađanje znatne topline (temperatura doseže od 2500 do 3100 ºC):
3 Fe3O4 + 8 Al =˃ 9 Fe + 3 Al2O3 (3088 ºC + 3012 kJ)
3 FeO + 2 Al =˃ 3 Fe + Al2O3 (2500 ºC + 783 kJ )
Fe2O3 + 2 Al =˃ 2Fe + Al2O3 (2960 ºC + 760 kJ)
Zavarivani dijelovi koje treba spojiti umetnu se u kalup (s određenim razmakom među sobom). Zatim se mjesto zavarivanja zalije talinom čistog metala sve dok se potpuno ne zapuni. Ohlađivanjem taline nastaje zavareni spoj. Temperatura ulijevanja taline je od 2000 ºC do 2300 ºC. Postupak je prikladan za zavarivanje tračnica, teških strojnih dijelova i za različite popravke strojnih dijelova (reparaturno zavarivanje). 
Za paljenje smjese termita se koristi smjesa peroksida (najčešće barijev peroksid), klorata i kromata kao oksidirajuća sredstva, a prašak aluminij, magnezij, titanij ili silicij kao reducirajuće sredstvo. Ova masa daje temperaturu iznad 1205 ºC, koja je potrebna za zapaljenje osnovne mase. Paljenje je moguće i s usijanom čeličnom šipkom. Izgaranje termita nije eksplozivno. Dodavanjem čestica metala ili legura u mješavinu termita mijenjamo kemijski sastav taline i svojstva zone taljenja zavarenog spoja. Aluminij oksid kao troska pliva na površini taline.

## Prednosti
Postupak je jednostavan i brz. Ne treba električna struja. Brzina zavarivanja odgovara brzini ulijevanja. Npr. 2000 kilograma taline se može uliti za 30 sekundi. Pogodan je za montažne uvjete. Što je presjek dijelova za spajanje veći, to je učinkovitost ovog postupka bolja. Koriste se za čelik (do ekvivalenta ugljika CE < 1,2 %), sivi lijev, aluminij, bakar. Moguća je primjena egzotermne reakcije za zavarivanje taljenjem, zavarivanje pritiskom i za lemljenje. Primjenjuje se i za popravak npr. odljevaka, kada postoji šupljina na površini. U građevinarstvu se koristi za zavarivanje betonskog željeza. Moguće je i spajanje bakrenih vodiča.